# Acraea semipunctella
Acraea semipunctella är en fjärilsart som beskrevs av Embrik Strand 1911. Acraea semipunctella ingår i släktet Acraea och familjen praktfjärilar. Inga underarter finns listade i Catalogue of Life.